# Gare de Lentilly
Gare de Lentilly – przystanek kolejowy w Lentilly, w departamencie Rodan, w regionie Owernia-Rodan-Alpy, we Francji.
Jest przystankiem kolejowym Société nationale des chemins de fer français (SNCF), obsługiwanym przez pociągi TER Rhône-Alpes (linia Sain-Bel – Lyon).

## Położenie
Znajduje się na km 15,987 linii Lyon – Montbrison, na wysokości 284 m n.p.m., pomiędzy stacjami Lentilly - Charpenay i L’Arbresle.

## Linie kolejowe
- Lyon – Montbrison